# François Fournier (banquier)
Pour les articles homonymes, voir François Fournier et Fournier.
François Fournier est un haut fonctionnaire et banquier français né à Neuilly-sur-Seine le 11 avril 1950.

## Biographie
D'un père industriel, François Fournier suit sa scolarité à Saint-Louis-de-Gonzague. Il est par la suite diplômé de Sciences-Po, titulaire d'un DESS en droit public et élève de l'ENA (promotion Pierre Mendès-France 1976-1978).
Il entre en 1976 à la Caisse des dépôts et consignations en tant que responsable de la trésorerie franc et devises et des activités de financements bancaires internationaux, puis il passe en 1980 à la direction du Trésor au Ministère de l'Économie et des Finances où il est chargé du financement international des sociétés et institutions financières publiques.
Il quitte le public pour le secteur privé en rejoignant la banque Lehman Brothers en 1983, à New York puis Londres où il devient partner, avant de prendre la tête de Lehman Brothers France en 1986.
Spécialiste des activités de « structured finance » et « corporate equity derivatives », il est recruté par la Banque Lazard en 1990 pour y développer de nouvelles activités dans les marchés de capitaux. Cofondateur, avec Édouard Stern, du Crédit Agricole Lazard Financial Products (CALFP), dont il prend la direction général à sa création en 1990, il devient associé gérant de Lazard Frères l'année suivante.
Il est ensuite nommé directeur général de Rothschild IFM en 1997.
Passé au Crédit commercial de France (CCF) en 1999, en tant que membre du directoire de CCF-Charterhouse et responsable de la direction des émissions et montages, il rejoint HSBC comme co-head de la plateforme équivalente à Londres.
En 2005, il est nommé codirecteur du groupe structured finance de Natixis Corporate Solutions. 
Il est président de Villerville Finance, qu'il a fondé.
Il a été marié à Isabelle Dorisse (petite-fille de Charles de Lesseps, administrateur de Suez, et tante d'Olivia Bordeaux-Groult, l'épouse d'Alexandre de Rothschild), puis en 2000 à Caroline Sarkozy, décoratrice et architecte d'intérieur (sœur d'Olivier Sarkozy). 